# Mogapi
Mogapi est une ville du Botswana.